# Tomoderus
Tomoderus es un género de escarabajos de la familia Anthicidae.
La siguiente es la lista de especies incluidas en este género:
- Tomoderus absimilis Telnov, 2001
- Tomoderus albiclavus Telnov, 2005
- Tomoderus anderssoni Bonadona, 1988
- Tomoderus angulatus Uhmann, 1993
- Tomoderus angusticollis Bonadona, 1989
- Tomoderus annulicornis Pic, 1926
- Tomoderus appendicinus Uhmann, 1993
- Tomoderus barclayi Telnov, 2005
- Tomoderus besucheti Bonadona, 1989
- Tomoderus besuchetianus Uhmann, 1987
- Tomoderus bicolor Uhmann, 1996
- Tomoderus bigibbosus  Uhman, 1995
- Tomoderus bimaculatus Uhmann 1988
- Tomoderus binodulus Uhmann, 1993
- Tomoderus borneensis Krekich-Strassoldo, 1914
- Tomoderus bosnicus Pic, 1892
- Tomoderus brevitaticornis Telnov, 2004
- Tomoderus cantaloubei Bonadona, 1959
- Tomoderus circiter Telnov, 2005
- Tomoderus clepsammium Telnov, 2005
- Tomoderus constrictus (Say, 1826)
- Tomoderus cruciatus LaFerté-Sénectère, 1849
- Tomoderus curvifasciatus Uhmann, 1995
- Tomoderus dalmatinus Reitter, 1881
- Tomoderus derarimusoides Telnov, 2005
- Tomoderus discisus Uhmann, 1983
- Tomoderus diversitatis Telnov, 2005
- Tomoderus drescheri Krekich-Strassoldo, 1930
- Tomoderus dubius Bonadona, 1984
- Tomoderus dumogaensis Telnov, 2005
- Tomoderus ehlersi von Heyden, 1882
- Tomoderus elegantithorax Telnov, 2001
- Tomoderus fasciatipennis Pic, 1942
- Tomoderus fasciatonitidus Telnov, 2001
- Tomoderus fascicularis Uhmann, 1997
- Tomoderus fernandezi Bonadona, 1984
- Tomoderus flagellipenis Telnov, 2005
- Tomoderus flavus Uhmann, 1981
- Tomoderus fortepunctatus Uhmann, 1987
- Tomoderus fumeoalatus Krekich-Strassoldo, 1925
- Tomoderus glaber Uhmann, 1995
- Tomoderus glabricephalus Uhmann, 1999
- Tomoderus globicollis Uhmann, 1996
- Tomoderus globipennis Uhmann, 1993
- Tomoderus globosus Uhmann, 1999
- Tomoderus gracilicollis Uhmann, 1993
- Tomoderus harwoodi Blair 1923
- Tomoderus heteropunctatus Bonadona, 1989
- Tomoderus hirtipennis Uhmann, 1999
- Tomoderus hornabrooki Uhmann, 1995
- Tomoderus humeralis Uhmann, 1987
- Tomoderus impressulus Casey, 1895
- Tomoderus indicus Bonadona, 1989
- Tomoderus inhabilis Werner, 1958
- Tomoderus inhumeralis Pic, 1952
- Tomoderus insitus Bonadona, 1989
- Tomoderus interruptus LaFerté-Senéctère, 1848
- Tomoderus italicus De Marseul, 1879
- Tomoderus klapperichi Uhmann, 1988
- Tomoderus kuchingensis Uhmann, 1993
- Tomoderus latior Uhmann, 1993
- Tomoderus lenis Telnov, 2005
- Tomoderus lepidus Bonadona, 1984
- Tomoderus lineatopunctatus Uhmann, 1994
- Tomoderus loeblianus Uhmann, 1987
- Tomoderus macrophthalmus Uhmann, 2000
- Tomoderus magnus Uhmann, 1994
- Tomoderus martensi Uhmann 1982
- Tomoderus mediofasciatus Telnov, 2005
- Tomoderus metallicus Uhmann, 1999
- Tomoderus mindanaoensis Telnov, 2001
- Tomoderus minutus Uhmann, 1990
- Tomoderus monstrificus Telnov, 2005
- Tomoderus mussardi Bonadona, 1988
- Tomoderus napolovi Telnov, 1997
- Tomoderus nigerrimus Uhmann, 1999
- Tomoderus ovipennis Pic, 1952
- Tomoderus palmi Uhmann, 1989
- Tomoderus piceipennis Pic, 1923
- Tomoderus piochardi von Heyden, 1870
- Tomoderus planipennis Uhmann, 1994
- Tomoderus praemontanus Telnov, 2001
- Tomoderus pseudotrimaculatus Telnov, 2006
- Tomoderus radicis Uhmann, 1983
- Tomoderus reitteri Heberdey, 1938
- Tomoderus riedeli Uhmann, 1993
- Tomoderus robusticornis Spassky, 1955
- Tomoderus rotundipennis Uhmann, 1994
- Tomoderus rougemonti Bonadona, 1984
- Tomoderus satoi Saito, 2003
- Tomoderus schuhi Uhman, 1995
- Tomoderus semiaeneus Pic, 1929
- Tomoderus setarius Uhmann, 1993
- Tomoderus setifer Uhmann, 2000
- Tomoderus smetanai Uhmann, 1989
- Tomoderus sulawesiensis Uhmann, 1993
- Tomoderus taipingensis Uhmann, 1993
- Tomoderus terrenus Bonadona, 1988
- Tomoderus testaceus Pic, 1928
- Tomoderus tibialis Uhmann, 1987
- Tomoderus topali Uhmann, 1983
- Tomoderus ventralis Marseul, 1878
- Tomoderus villiersi Pic, 1955
- Tomoderus volucris Telnov, 2005
- Tomoderus wallacei Telnov, 2005
- Tomoderus weijersi Pic, 1911
- Tomoderus ziczac Telnov, 2005